# Mitchell Todd
Mitchell Todd (15 de março de 1991 – 15 de agosto de 2012) foi um jogador de râguebi escocês que representou as seleções sub-17 e sub-20 escocesas. Quando morreu devido a graves lesões cerebrais num intenso acidente de viação, estava em contrato com o Nottingham Rugby Club.